# 国际濒死研究协会
国际濒死研究协会（英語：International Association for Near-Death Studies，缩写为IANDS）是一个总部位于美国北卡罗来纳州达勒姆的非营利组织，致力于瀕死研究。该协会成立于1981年，旨在研究并提供关于濒死体验现象的信息。如今，它已发展成为一个国际性组织，包括一个由50多个地方兴趣小组组成的网络，在全球约有1200名会员。在美国主要城市建立了地方分会和支持小组。该协会还支持和协助濒死体验者及其亲属。在该协会的一份出版物中，明确了该协会的愿景，即通过研究、教育和支持来建立对濒死体验和类似濒死体验的全球理解。